# Eduards Andersons
Eduards Andersons, (nacido el 1 de abril de 1914 y fallecido el 29 de noviembre de 1985 en Riga) fue un jugador de baloncesto letón. Consiguió la medalla de oro con Letonia en el Eurobasket de Suiza 1935.